# Xindonga

Grups ètnics d'Angola 1970 (l'àrea dels xindonga és en groc)

Xindonga és un terme etnològic creat com a etiqueta comuna per quatre petits grups ètnics existents a l'extrem sud-est d'Angola: els cusso (mbukushu), dilico (o dirico), el sambio i maxico. Aquests pobles viuen actualment a la província de Cuando Cubango, juntament amb altres grups petits ovambo, nganguela i san. Els pobles "xindonga" viuen de practicar l'agricultura de subsistència, curant petits animals, i ocasionalment de la cacera o de la pesca.